# ORX
Orx é um motor de jogo 2D de código livre, portátil, leve, baseada em plugins, guiada por dados, fácil de usar e escrita em C.
Atualmente tem compatibilidade com Windows (MinGW e Visual Studio), Linux (X86 & X86-64), Mac OS X (10.7-10.13, X86 & X86-64), iPhone/iPod Touch/iPad e Android.

## Informação geral
Orx providencia um framework completo de criação de games incluindo um grafo de cena 3D, renderização 2D acelerada por hardware, animação, controles, sons, física e muito mais.
Seu maior objetivo é a criação rápida de jogos e protótipos.
Orx é publicada sob a licença zlib

## Funcionalidades
Apesar de ser escrito em C, Orx tem um design orientado a objetos e uma arquitetura de plugins. Isso permite que seu núcleo seja multi-plataforma e independente do hardware e de tarefas e plugins exclusivos de um sistema operacional. A maioria dos plugins são baseados em bibliotecas de código aberto, como GLFW, SDL (biblioteca) e Box2D.
Arquivos de compilação são providenciados para GCC,  Makefile, Visual Studio (2013, 2015 & 2017), CodeLite, Code::Blocks e Xcode.